# 329935 Prévôt
329935 Prévôt è un asteroide della fascia principale. Scoperto nel 2005, presenta un'orbita caratterizzata da un semiasse maggiore pari a 2,4511628 UA e da un'eccentricità di 0,2312349, inclinata di 5,72021° rispetto all'eclittica.